# The Cake Eaters - Le vie dell'amore
The Cake Eaters - Le vie dell'amore (The Cake Eaters) è un film del 2007, diretto da Mary Stuart Masterson.

## Trama
Easy, patriarca della famiglia Kimbrough e macellaio, è in lutto per la recente perdita della moglie Ceci e tiene nascosta una relazione che dura da anni; il figlio minore Dwight, detto Beagle, lasciato a curare la madre malata, lavora nella mensa del liceo locale e dipinge per sfogare le sue emozioni; Guy, il figlio maggiore, è stato lontano da casa per tre anni nel tentativo di realizzare il suo sogno di diventare una rock star a New York, fino al giorno in cui scopre del decesso della madre e di aver perso il suo funerale.
Mentre Guy torna a casa, le relazioni tra i personaggi cominciano a cambiare: Beagle inizia ad avvicinarsi a Georgia Kaminski, un'adolescente affetta da atassia di Friedreich che vuole sperimentare l'amore e il sesso prima che sia troppo tardi; la lunga relazione di Easy con Marg, l'eccentrica nonna di Georgia, viene alla luce, e Guy scopre che, durante la sua assenza, la fidanzata Stephanie si è fatta una famiglia. Attraversando tutto questo, i Kimbrough e i Kaminski riescono a creare un nuovo inizio vincendo le loro maggiori paure.

## Significato del titolo
In un'intervista all'Austin Film Festival del 2007, lo sceneggiatore Jayce Bartok rispose, in merito al significato del titolo: «Cake Eaters è un termine con il quale sono cresciuto in Pennsylvania. Mia madre lo usava per indicare coloro che hanno le loro vite tracciate, che sono i più vicini al successo… Ho pensato fosse una metafora interessante per questo gruppo di disadattati che comincia la storia alla ricerca dell’amore, cercando di superare il dolore, e alla fine… trovano la loro ‘cake’. Trovano amore, felicità, pace…».

## Uscita
The Cake Eaters fu trasmesso per la prima volta al Tribeca Film Festival il 29 aprile 2007, facendo poi il giro dei circuiti di film indipendenti e venendo presentato a vari festival cinematografici come il Woodstock Film Festival, il Lone Star International Film Festival e il Fort Lauderdale International Film Festival. È approdato in seguito al cinema il 13 marzo 2009 per breve tempo, uscendo in DVD la settimana successiva, il 24 marzo.

## Critica
Roger Ebert del Chicago Sun-Times, dando tre su quattro stelle al film, elogiò la Masterson per il suo buon debutto; Stephen Holden del New York Times lo giudicò «un piccolo insieme sovraffollato che viene portato a un livello più profondo da una recitazione superiore». Altri critici, come Rex Reed del New York Observer, Bill Goodykoontz dell'Arizona Republic e V.A. Musetto del New York Post diedero una recensione positiva: in particolare, Musetto lamentò il fatto che ci fossero voluti due anni prima di vederlo approdare al cinema.
Tuttavia, alcune recensioni furono negative, come quelle di Erin Trahan del Boston Globe, di Gary Goldstein del Los Angeles Times e di Aaron Hillis del Village Voice. Goldstein, in particolare, è stato aspramente critico su quello che definisce «un dramma blando con un copione insignificante».

## Premi e riconoscimenti
- 2007 - Lauderdale International Film Festival
  - People's Choice Award - Best American Indie a Mary Stuart Masterson

- 2008 - Ashland Independent Film Festival
  - Audience Award - Dramatic Feature a Mary Stuart Masterson

- 2008 - Sedona International Film Festival
  - Discovery Award a Mary Stuart Masterson

- 2008 - Stony Brook Film Festival
  - Best Feature a Mary Stuart Masterson